# Hidroelektrana Dubrovnik
Hidroelektrana Dubrovnik ili HE Dubrovnik je akumulacijska hidroelektrana koja se nalazi u mjestu Plat, 550 metara od mora, 15 kilometara južno od Dubrovnika. HE Dubrovnik je zadnja hidroelektrana na slivu rijeke Trebišnjice, te se nalazi u dvije države: Bosni i Hercegovini i Hrvatskoj, pri čemu je brana, umjetno jezero i dio tlačnog cjevovoda u Bosni i Hercegovine, dok su svi ostali dijelovi postrojenja u Hrvatskoj. HE Dubrovnik koristi vodu rijeke Trebišnjice iz umjetnog jezera Bileća, koje je nastalo izgradnjom brane Grančarevo, dok je sam zahvat vode ostvaren izgradnjom brane Gorica, koja stvara kompenzacijski bazen. Brana Gorica je nizvodno od HE Trebinje, tako je ona donja voda od HE Trebinje, a gornja voda HE Dubrovnik. Umjetno jezero Gorice ima aktivnu akumulaciju s aktivnim spremnikom od 9 x 106 m3. Umjetno jezero Bileća ima akumulaciju od 1 100 milijuna m3 vode. HE Dubrovnik ima instaliranu snagu od 216 MW (2 x 108 MW), s tim da jedna vodna turbina snage 108 MW radi za Hrvatsku, a druga za Bosnu i Hercegovinu.

## Hidroelektrana Dubrovnik 1
Brana Gorica ima visinu 33,5 metara, ima dva preljeva brane sa segmentnim zapornicama i ukupnim kapacitetom od 412 m3/s, te glavnu i sporednu zapornicu s kapacitetom od 800 m3/s, koja se nalazi u sredini brane. Pokraj same brane se nalazi i Mala hidroelektrana Trebinje 2. Ulazno postrojenje se nalazi na lijevoj strani brane, koje imaju 6 x 4,8 metara pomične zapornice s automatskim zatvaranjem. Od ulaznog postrojenja ide tunel s promjerom od 6 metara kapaciteta 90 m3/s. Dio tunela koji ide kroz Mokro Polje je poluzakopana cijev pojačana betonom s promjerom od 5,4 metara. Ostatak tunela je čelični tlačni cjevovod, a ukupna duljina mu je čak 16,6 kilometara.

### Vodna komora
Vodna komora se nalazi na kraju tunela, te se sastoji od jedne vertikalne prostorije 46 metra visoke i s promjerom od 11 metara. Ima i dvije lateralne prostorije pri čemu jedna ima obujam 12 000 m3, a druga 6 450 m3. Nizvodno od komore, tunel se dijeli na dva tlačna cjevovoda s leptirastim zatvaračima. Promjer tlačnih cjevovoda je od 3,9 do 3,3 metara, s tim da se taj promjer smanjuje na 2,15 metara prije ulaska u samu vodnu turbinu.

### Podzemna strojarnica
Cijela podzemna strojarnica se nalazi ispod zemlje na dubini preko 500 metara, s dimenzijama 95 x 16 metara, i visinom od 3,5 metra. Do strojarnice se dolazi kroz tunel koji ima duljinu od 520 metara, a u njega stanu 4 vodne turbine. U prvo fazi su postavljene dvije Francisove turbine, svaka snage 108,2 MW, svaka ima protok od 45 m3/s, a konstruktivni pad vode je 272 metara. Električni generatori imaju trofazne transformatore snage 120 MVA. Tunel iza same elektrane ima 510 metara, s presjekom od 74 m2. Lukobran (valobran) preusmjerava ispuštenu vodu prema otvorenom moru i ima duljinu 210 metara.

### Gradnja HE Dubrovnik 1
Sama hidroelektrana se gradila 5 godina, od 1960. do 1965. Projektiranje su odradili Energoinvest iz Sarajeva i Ismes iz Bergama u Italiji. Opremu su isporučili Nerpic iz Francuske, General Electric iz SAD-a i Riva Calzoni iz Italije. Hidroelektranu su gradili Konstruktor iz Splita, Geotehnika iz Zagreba, Graditelj iz Dubrovnika, Hidrogradnja i Geoistrage i ŽGP iz Sarajeva, te Tunelogradnja iz Beograda.

### Proizvodnja električne struje
Prosječna godišnja proizvodnja elektrane iznosi 1 321 GWh električne energije, a rekordna proizvodnja je ostvarena 1978. kada je proizvedeno čak 1 654 GWh. Pošto je hidroelektrana djelomično u Bosni i Hercegovini, jedna vodna turbina proizvodi električnu energiju za Hrvatsku, a druga za Bosnu i Hercegovinu, tako da je rekordna proizvodnja za Hrvatsku bila 830 GWh, s tim da je 2010. proizvedeno 786 GWh, a 2009. je proizvedeno 685,7 GWh.

### Nadogradnja HE Dubrovnik
Hidroelektrana je prije nekoliko godina imala i slučaj poplave, kada je strojarnica skoro cijela potopljena, ali srećom nije bilo nastradalih i na vrijeme su ugašeni pogoni tako da su oštećenja bila minimalna. U planu je obnova agregata (vodna turbina + generator), a dugoročno je u planu napraviti drugu fazu elektrane, čime bi se instaliralo još 200 MW snage. To je zahvat za koji svi preduvjeti u hidroelektrani postoje već sada, te bi ulaganja u dodatnih 200 MW bila relativno niska, s obzirom na to da je potrebno izgraditi jedino novi tlačni cjevovod i ugraditi dodatnu vodnu turbinu, generator i pripadajuću opremu. A s obzirom na kapacitet postojećeg tlačnog cjevovoda, koji prelazi potrebe sadašnja dva agregata od po 108 MW, za zahvat manji od 100 MW bi bilo potrebno postaviti samo dodatnu vodnu turbinu i generator s pripadajućom opremom.

## Hidroelektrana Dubrovnik 2
Hrvatska i bosanskohercegovački entitet Republika Srpska zajedno će graditi 170 milijuna eura vrijednu HE Dubrovnik 2. To su 13. srpnja 2012. u Banjoj Luci dogovorili prvi potpredsjednik Vlade Republike Hrvatske Radimir Čačić i premijer Republike Srpske Aleksandar Džombić. Trošak gradnje elektrane RH i RS trebale bi snositi u jednakim omjerima, a gradnja bi trebala biti završena do 2015. Dogovor o gradnji HE Dubrovnik 2 može se smatrati prvim plodom najavljene energetske suradnje između Hrvatske i Republike Srpske. Hidroelektrana pored Dubrovnika jedan je od najkvalitetnijih projekata te vrste u ovom dijelu Europe, no njezina gradnja već godinama bila je blokirana upravo zbog sporova između Hrvatske elektroprivrede i Elektroprivrede Republike Srpske: dok je ERS od HEP-a potraživao veće količine električne energije koju proizvodi HE Dubrovnik 1, a koja se napaja vodom iz akumulacijskog jezera Bileća u Republici Srpskoj, HEP je s druge strane potraživao udjel u proizvedenoj električnoj energiji Termoelektrane Gacko, čiju je gradnju sufinancirao u 1980-tim godinama. Dogovor u zajedničkom ulaganju u HE Dubrovnik 2 stoga je prvi korak i u rješavanju tih sporova. 
Ipak, iako je financijska isplativost gradnje HE Dubrovnik 2 neupitna, postoje dvojbe o ekološkoj dimenziji projekta. Ekološke udruge iz Bosne i Hercegovine u više su navrata upozoravale kako bi bilo kakve intervencije u podzemnom slivu rijeke Trebišnjice – a one su nužne za realizaciju HE Dubrovnik 2 – rezultirale isušivanjem sliva Neretve i ekološkom devastacijom Neretvanske doline. U sklopu izrade studije utjecaja na okoliš investitori će morati te sumnje opovrgnuti.